# 1881年逝世人物列表
1881年逝世人物列表：1月 - 2月 - 3月 - 4月 - 5月 - 6月 - 7月 - 8月 - 9月 - 10月 - 11月 - 12月
下面是1881年逝世的知名人士列表。

## 1月

### 1月1日
- 路易·奥古斯特·布朗基，法國社會主義者、政治活動家

### 1月3日
- 安娜·麥克尼爾·惠斯勒，詹姆斯·惠斯勒的母親，他的畫作主題

### 1月18日
- 奥古斯特·马里埃特，法國埃及學家

### 1月21日
- 威廉·马蒂亚斯·内夫，瑞士聯邦委員會成員

### 1月24日
- 法蘭西斯·斯塔克豪斯·阿克頓，英國植物學家、考古學家、作家和藝術家

## 2月

### 2月5日
- 托马斯·卡莱尔，蘇格蘭作家、歷史學家

### 2月8日
- 瑪麗·朱爾斯·杜普雷，法國海軍上將和殖民地總督

### 2月9日
- 费奥多尔·陀思妥耶夫斯基，俄羅斯小說家

### 2月14日
- 费尔南多·伍德，紐約市市長

### 2月23日
- 羅伯特·路易斯，美國海軍軍官

## 3月

### 3月2日
- 約翰·克拉克羅夫特·威爾遜爵士，英國公務員和紐西蘭政治家

### 3月13日
- 俄羅斯皇帝亚历山大二世（被暗殺）

### 3月28日
- 莫杰斯特·穆索尔斯基，俄羅斯作曲家

### 3月31日
- 露西·弗吉尼亞·弗倫奇，美國空白詩歌詩人

## 4月

### 4月19日
- 本傑明·迪斯雷利，英國首相

### 4月26日
- 路德維希·弗賴赫爾·馮·德·坦恩-拉薩姆豪森，巴伐利亞將軍

### 4月27日
- 路德維希·馮·貝內代克，奧地利將軍

## 5月

### 5月24日
- 撒母耳·帕爾默，英國藝術家

### 5月25日
- 朱塞佩·瑪麗亞·朱利埃蒂，義大利探險家

## 6月

### 6月6日
- Henri Vieuxtemps，比利時作曲家

### 6月28日
- 儒勒·阿爾芒·杜福爾，三屆法國總理

### 6月30日
- 古斯塔夫·馮·阿爾文斯萊本，普魯士將軍

## 7月

### 7月1日
- 儒勒·杜波特·德·塞內沃伊男爵，法國作家
- 赫爾曼·洛茨，德國哲學家和邏輯學家

### 7月4日
- J.V.斯內爾曼，芬蘭政治家和有影響力的芬諾曼哲學家[1]

### 7月14日
- 比利小子，美國槍手

### 7月17日
- 吉姆·布里傑，美國探險家和捕獵者

## 8月

### 8月3日
- 威廉·法戈，美國快遞員和政治家，紐約州布法羅市市長

### 8月11日
- 簡·迪格比，英國冒險家

### 8月15日
- 亞歷山德魯·戈萊斯庫，羅馬尼亞第11任總理

## 9月

### 9月7日
- 西德尼·拉尼爾，美國作家

### 9月8日
- 荷蘭的弗雷德里克王子，荷蘭貴族，將軍

### 9月13日
- 安布羅斯·伯恩賽德，美國內戰將軍、發明家、羅德島政治家

### 9月19日
- 詹姆斯·艾布拉姆·加菲尔德，美國第20任總統

### 9月22日
- 所羅門·斯平克，來自伊利諾伊州的美國國會議員

## 10月

### 10月3日
- 奧森·普拉特，美國宗教領袖
- 桂宮淑子內親王，日本公主

### 10月31日
- 喬治·德隆，美國海軍軍官、探險家（饑餓）

## 12月

### 12月4日
- 休·賈德森·基爾派翠克，美國將軍、政治家和外交官

### 12月18日
- 喬治·埃德蒙·斯特裡特，英國建築師